# Eric Olausson
Eric V Olausson, född 26 januari 1923 i Hede församling, Göteborgs och Bohus län, död i augusti 2010, var en svensk maringeolog, professor i maringeologi vid Göteborgs universitet 1980-1989. För sina bidrag till utvecklingen av den moderna maringeologin och paleooceanografian har han kallars "the Father of Palaeo-Oceanography".